# Orses
Orses is een geslacht van vlinders van de familie dikkopjes (Hesperiidae), uit de onderfamilie Hesperiinae.

## Soorten
- O. cynisca (Swainson, 1821)
- O. itea (Swainson, 1821)